# بروس ثورنتون (لاعب كرة قدم أمريكية)
بروس ثورنتون (بالإنجليزية: Bruce Thornton)‏ هو لاعب كرة قدم أمريكية أمريكي، ولد في 14 فبراير 1958 في ديترويت في الولايات المتحدة.

## وصلات خارجية
- بروس ثورنتون على موقع مرجع كرة القدم المحترفة.كوم (الإنجليزية)